# Teodor Trifon
Teodor Gheorghe Trifon a fost un politician moldovean, ales în Sfatul Țării. 

## Sfatul Țării
Teodor Trifon, de naționalitate moldovean, a fost ales în Sfatul Țării de Societatea juridică a moldovenilor.